# 도로시 패디먼
도로시 패디먼(Dorothy Fadiman, 1939년 6월 3일 ~ )은 펜실베이니아에서 태어난 미국의 다큐멘터리 영화 제작자, 감독, 프로듀서이다.

## 어린 시절
패디먼은 펜실베니아에서 자랐다. 패디먼은 피츠버그 대학교와 펜실베니아 주립 대학교를 다녔고 스탠포드 대학교 에서 석사 학위를 받았다.
1976년 이후, 패디먼은 사회 정의와 인권에 중점을 둔 다큐멘터리를 제작해오고 있다. 패디먼은 1962년 스탠퍼드 대학에서 임신한 후 불법 중절수술을 받았다. 그 과정에서 그녀는 수술 도중 눈을 가리고 있었으며 심한 출혈로 스탠퍼드 병원의 중환자실에 입원하게 되었다. 패디만의 중절수술 경험은 다큐멘터리 영화 "낙태가 불법있었을 때: 말하지 못한 이야기들"을 만드는 계기가 되었다. 이 작품은 1993년 아카데미 시상식에서 오스카 최우수 다큐멘터리 단편 부문에 후보로 오르게 되었다.

## 필모그래피
- 셰프 다렌: 심각한 청각 장애에 대한 도전 (2018)
- 대담한 여정: 이민에서 교육까지 (2015)
- 미국 버터플라이 타운 (2015)
- 노화의 신화 깨기: 건강한 라이프스타일, 경쟁 및 커뮤니티를 기념하는 시니어 게임 (2010)
- 우연이 아닌 선택에 의한 모성애 (2010)
- 목소리 되찾기: 뉴멕시코 및 그 너머의 아메리카 원주민 투표(영화) (2009)
- 미국을 훔치는 것: 투표에 의한 투표 (2008)
- 숨 쉬어라 (2007)
- 순간 순간: 몰리 헤일의 치유 여행 (2005)
- 희망의 씨앗: 에티오피아의 HIV/AIDS (2006) 5편의 영화 시리즈
- 여성에 의한 여성: 인도 마을의 새로운 희망 (2001)
- 수리점: 멸종 위기에 처한 종 (1999)
- 깨지기 쉬운 선택의 약속: 오늘날 미국의 낙태 (1996)
- 위험에서 존엄성으로: 안전한 낙태를 위한 투쟁 (1995)
- 낙태가 불법이었을 때: 알려지지 않은 이야기들 (1992)
- 이 아이들은 왜 학교를 좋아하는가? (1990)
- 세계 평화는 지역적 문제 (1983)(2013년 디지털 리마스터링되어 2014년 출시)[1][2]
- 축하: 나는 이 모든 것이다 (1983)
- 평화: 의식적인 선택 (1982)
- <i id="mwYA">래디언스: 빛의 경험</i> (1978)

## 기타 프로젝트
- 열정으로 제작하기 : 세상을 바꾸는 영화 만들기 (2008), 토니 레벨(Tony Levelle) 보관됨 2021-07-25 - 웨이백 머신 ,ISBN 978-1932907445
- 공개된 비밀: Coleman Barks 와 함께한 루미의 시 (1989 및 1993)

## 수상 내역
- OSCAR 후보, 최우수 단편 다큐멘터리 .[3][4] (1992)
- 에미상 (1996)
- 공영방송공사 금메달
- 최고의 다큐멘터리, 애틀랜타 국제 영화제/비디오 페스티벌
- 비평가 초이스 상, 방송 영화 비평가
- 국제의료미디어상 'FREDDIE' 수상[5]
- 골드 휴고, 시카고 국제 영화제
- 최고의 TV 다큐멘터리, EMMA, 전국 여성 정치 간부회의 Exceptional Merit Media Award
- 골드애플 전국교육미디어페스티벌
- 브론즈 크리스, 콜럼버스 국제 영화제
- 블루리본(BLUE RIBBON), 미국 영화제
- 최고의 다큐멘터리, "조이스" 산호세 영화제
- 은상패, 시카고 영화제
- 브론즈 스타(BRONZE STAR), 월드페스트-휴스턴 국제 영화제
- 실버애플(SILVER APPLE) 전국교육영화제
- 금메달, 종교 교육자 미디어 상
- 콜럼버스 영화제 크리스 어워드
- 1등상, Whole Life Expo 미디어 페스티벌/샌프란시스코
- 버진 아일랜드/마이애미 국제 영화제 금메달
- 빌바오국제영화제 1위상(스페인)